# Kanasín (kommun)
Kanasín är en kommun i Mexiko.   Den ligger i delstaten Yucatán, i den östra delen av landet, 1 000 km öster om huvudstaden Mexico City.
Följande samhällen finns i Kanasín:
- Kanasín
- San Antonio Tehuitz